# För tidig utlösning
För tidig utlösning (latin: eiaculatio praecox, även kallat för prematur ejakulation (PE)), snabb utlösning eller för tidig ejakulation) är ett manligt sexuellt problem som innebär att mannen inte kan ihålla sexuell aktivitet så länge så som han eller hans partner skulle vilja. Samtidigt som för tidig utlösning påverkar mannen direkt, kan tillståndet också ha en stor inverkan på partnerns sexliv och på parets allmänna livskvalitet.
Det finns ingen enhetlig definition för vad som bör klassas som för tidig utlösning, men vanligtvis bedömer man att en person som är oförmögen att ha samlag under längre tid än cirka 1–2 minuter lider av för tidig utlösning.
Världshälsoorganisationen (WHO) beskriver tillståndet som "ihållande eller återkommande ejakulation med minimal stimulering före, under eller strax efter penetrationen och innan personen önskar det, över vilken den drabbade har liten eller ingen kontroll vilket åsamkar den drabbade och/eller att hans partner besvär eller ångest".
De faktorer man tittar på för att avgöra om det rör sig om tidig utlösning eller inte, är dels kvantitativa mått såsom IELT (Intravaginal ejaculation latency time), vilket är ett mått på den tid från vaginal penetration som det tar för en person att få ejakulation, samt subjektiva mått där patienten själv får uppge hur pass stor kontroll denne hade över ejakulationen eller hur tillfredsställd han blev av den sexuella aktiviteten.
Orsakerna till besväret kan bland annat vara sjukdomar eller andra medicinska besvär som till exempel erektionsproblem eller en infektion eller inflammation i urinvägarna eller prostatan, men det kan också vara mentala låsningar till följd av stress och nervositet som ger upphov till problemet. I vissa fall kan för tidig utlösning också ha genetiska orsaker. Prematur ejakulation kan behandlas så problemet lindras eller upphör. Beroende på vilken den bakomliggande orsaken är kan olika behandlingsalternativ vara aktuella. Om orsaken är av medicinsk art kan det ofta behandlas med hjälp av antidepressiva läkemedel, vanligen av typen SSRI, medan psykologiska orsaker lämpligast behandlas med terapi.